# Casablanca Passage
Casablanca Passage (The Passage) è un film del 1979 diretto da J. Lee Thompson con Anthony Quinn, James Mason e Malcolm McDowell. Il film è tratto dal romanzo Perilous Passage di Bruce Nicolaysen, che ha anche scritto la sceneggiatura per il film.

## Trama
Durante la seconda guerra mondiale, a un agricoltore basco viene richiesto dalla resistenza francese di aiutare la fuga di uno scienziato e della sua famiglia attraverso i Pirenei. Sulle loro tracce c'è un gruppo di tedeschi, guidati da un ufficiale nazista sadico.